# Ochna madagascariensis
Ochna madagascariensis là một loài thực vật có hoa trong họ Ochnaceae. Loài này được DC. mô tả khoa học đầu tiên năm 1811.